# Provincia de Séno
Séno es una de las 45 provincias de Burkina Faso, su capital es Dori.

## Departamentos (población estimada a 1 de julio de 2018)
La provincia está dividida en seis departamentos:
- Bani 80,659
- Dori 150,008
- Falagountou 26,243
- Gorgadji 42,631
- Sampelga 30,136
- Seytenga 45,193